# Дикое озеро (Гаринский район)
Дикое — озеро в Гаринском городском округе Свердловской области, Россия.

## Географическое положение
Дикое озеро расположено в 30 километрах к востоку-северо-востоку от посёлка Новый Вагиль, в междуречье реки Вагиль (левый приток реки Тавда), в центре Вагильского болота. Озеро площадью — 0,7 км², с уровнем воды — 71 метра.

## Описание
Озеро не имеет стока. Берега заболочены. В озере водится рыба и гнездится водоплавающая птица.